# Cordylanthus nidularius
Cordylanthus nidularius är en snyltrotsväxtart som beskrevs av Howell. Cordylanthus nidularius ingår i släktet Cordylanthus och familjen snyltrotsväxter. Inga underarter finns listade i Catalogue of Life.